# Тарасівка (Бориспільська міська громада)
Тара́сівка —  село в Україні, у Бориспільському районі Київської області. Входить до складу Бориспільської міської громади. Населення становить 168 осіб.

## Населення

### Мова
Розподіл населення за рідною мовою за даними перепису 2001 року:
| Мова       | Кількість | Відсоток |
| ---------- | --------- | -------- |
| українська | 165       | 98.21%   |
| російська  | 3         | 1.79%    |
| Усього     | 168       | 100%     |